# Eriocaulon odoratum
Eriocaulon odoratum là một loài thực vật có hoa trong họ Eriocaulaceae. Loài này được Dalzell mô tả khoa học đầu tiên năm 1851.